# Charles Edwin Bessey
Charles Edwin Bessey (ur. 21 maja 1845 w Milton Township, zm. 25 lutego 1915) – amerykański botanik i mykolog.

## Życiorys
Urodził się w Milton Township w hrabstwie Wayne w stanie Ohio. W 1869 r. w Michigan ukończył  Agricultural College uzyskując tytuł licencjata. Od 1870 r. pracował w Agricultural College w Ames. W 1872 roku uzyskał tytuł magistra i został profesorem w Ames. W 1874 r. przez pewien czas wykładał na Uniwersytecie Kalifornijskim w Berkeley. Od 1875 roku był kilkakrotnie wybierany na prezesa Iowa Academy of Sciences. Przez pewien czas studiował również na Uniwersytecie Harvarda w 1872 i 1875–1876. W 1879 roku na Uniwersytecie Stanu Iowa uzyskał tytuł doktora. Od 1880 do 1897 był redaktorem naczelnym czasopisma The American Naturalist, a później Science. Od 1884 roku  pracował jako profesor botaniki na  Uniwersytecie w Nebrasce. Był także rektorem tego uniwersytetu od 1888 do 1891 i ponownie od 1899 do 1900. W 1911 r. został prezesem Amerykańskiego Stowarzyszenia Postępu Nauki (American Association for the Advancement of Science).
W 1873 roku ożenił się z Lucy Ethern. Mieli trzech synów. Jeden z nich, Ernst Bessey, był profesorem mykologii i botaniki na Uniwersytecie Stanu Michigan.

## Praca naukowa
Jest autorem licznych prac naukowych. Opracował system klasyfikacji roślin okrytonasiennych z naciskiem na ewolucyjną dywergencję form prymitywnych. System ten zdaniem wielu botaników stanowi podstawę nowoczesnej, wszechstronnej taksonomii królestwa roślin.
Przy nazwach naukowych utworzonych przez niego taksonów dodawane jest jego nazwisko Bessey.